# Pajacek in punčka
Pajacek in punčka je mladinska pravljica, ki je izšla leta 1984 v zbirki Velike slikanice pri založbi Mladinska knjiga v Ljubljani. Napisal jo je Kajetan Kovič, ilustrirala pa Jelka Reichman.

## O pisatelju
Kajetan Kovič, slovenski pisatelj, pesnik in prevajalec se je rodil 27.10.1931 v Mariboru. Bil je novinar in glavni urednik pri Državni založbi Slovenije v Ljubljani. Za svoje delo je prejel številna priznanja, leta 1978 tudi Prešernovo nagrado in leta 2002 srednjeevropsko nagrado CET. Sedaj živi v Ljubljani. Napisal je veliko proznih del, pisal tudi poezijo. Poleg pravljice Pajacek in punčka, je znana tudi druga njegova mladinska literatura, npr.: Moj prijatelj Piki Jakob, Maček Muri, Zmaj Direndaj.

## Obnova
Nekoč je bila majhna punčka, ki je živela popolnoma sama, imela ni ne mame, ne očeta, ne brata ali sestre. Da ji ni bilo dolgčas, si je izmišljevala zgodbe in šivala pisane pajacke iz blaga.
Prodajala jih je v mestu, tiste, ki so ji bili še posebej pri srcu pa je obdržala zase. Imela jih je veliko in vsak je bil drugačen. Bili so rumeni, rdeči, oranžni in modri, suhi, debeli, veseli ali žalostni. Deklica se je z njimi rada igrala, a ji je kmalu postalo dolgčas, močno si je želela, da bi njeni pajacki postali živi. Sešila si je novega pajacka, a ta je kot vsi drugi le mirno sedel in nemo zrl predse. Punčko je to razžalostilo, ponesreči se je zbodla z šivanko, nato pa zabodla še pajacka. Kar naenkrat je pajacek oživel, začel govoriti in skakati po sobi. Punčka je bila navdušena, s šivanko je zabodla še ostale pajacke in vsi so oživeli in živahno poskakovali. Kmalu so se na iglice privadili in vsak pajacek je poprijel za delo. Nekateri so pospravljali, drugi kuhali, tretji igrali in zabavali deklico.
Ona je bila zadovoljna, a ker so namesto nje vse postorili pisani pajacki, se je začela dolgočasiti. Odločila se je da bo sešila najlepšega in posebnega pajacka, ki bo drugačen od drugih. Ko je končala, mu je šivanko zabodla naravnost v srce. Prelep pajacek je oživel in postal punčkin najljubši pajacek. Pa ne samo to, on je znal pripovedovati najlepše zgodbe, ki so punčko osrečevale. Poleg tega je znal tudi pričarati sladke sanje za lahko noč. Deklico so zgodbe zabavale, a kmalu je hotela več, več boljših zgodb. Zato je vsakič, ko si je zaželela lepše pravljice pajacka z šivanko zabodla v srce. In res je bil pajacek živahnejši, zgodbe pa zanimivejše. Punčka je bila vesela in ponoči je sanjala o sebi in pajacku, a ker je imel pajacek srce že prepolno iglic, je umrl. Vsa prestrašena se je zbudila. In res, pajacek je ležal poleg nje popolnoma negiben in se ni prebudil. Punčka je bila zelo žalostna in jezna nase, ker je pajacek umrl zaradi nje. Izpulila je iglice iz njegovega srca in jih zasadila v svoje, čeprav jo je bolelo. Potem pa se je pajacek nenadoma prebudil in jo vprašal zakaj joka. Povedal ji je da je vse dobro, ter da se ji je vse le sanjalo. Iz njenega srca pa je nežno pobral iglice.
Tako sta pajacek in punčka spet srečno živela med drugimi pisanimi pajacki, iglic pa si nista več zabadala v srce.

## Analiza
Glavne osebe: punčka, pajacek
Pripovedovalec: tretjeosebni.
Kraj dogajanja: v hišici na samem (kraj ni natančno določen).
Tematika: punčkino iskanje sreče in prijateljstva s pajackom
Pomen rdeče barve: Punčka je vzela najlepšo rdečo buciko in jo zapičila pajacku naravnost v srce - rdeča barva kot ljubezen, hrepenenje, želja po prijatelju, po nekom, ki te ima rad.
Pomen pajacka: Pajacek ni navaden pajacek, saj oživi in postane pravljična oseba s človeškimi lastnostmi.